# Parastasia lobata
Parastasia lobata är en skalbaggsart som beskrevs av Kuijten 1992. Parastasia lobata ingår i släktet Parastasia och familjen Rutelidae. Inga underarter finns listade i Catalogue of Life.